# Patrice Verchère
Patrice Verchère (* 29. Dezember 1973 in Pont-Trambouze) ist ein französischer Politiker der Les Républicains.

## Leben
Verchère ist seit 2007 Abgeordneter in der Nationalversammlung. Vom 21. März 2008 bis 1. Januar 2016 war er Bürgermeister von Cours-la-Ville.